# Północnoeuropejski Teatr Działań Wojennych
Północnoeuropejski Teatr Działań Wojennych (PłnE TDW) – teatr działań wojennych; jeden z rejonów traktatowych Sojuszu Północnoatlantyckiego.

## Charakterystyka
Północnoeuropejski Teatr Działań Wojennych był częścią Europejskiego Teatru Wojny i obejmował Skandynawię, w tym Norwegię z wodami przybrzeżnymi, terytorium Danii wraz z Cieśninami Bałtyckimi, niemiecki Szlezwik-Holsztyn, wschodnią część Morza Północnego oraz Morze Bałtyckie. Granica ze Środkowoeuropejskim TDW przebiegała na Łabie.
1 lipca 1994 rozwiązano jedno z trzech głównych dowództw NATO – Dowództwo Połączonych Sił Sojuszniczych Kanału La Manche ACCHAN. W następstwie jego likwidacji, Europejski Teatr Wojny podzielono na trzy teatry działań wojennych o zmienionych granicach. Północnoeuropejski Teatr Działań Wojennych zawierał obszar odpowiedzialności dotychczasowego dowództwa ACCHAN, terytorium Wielkiej Brytanii i Norwegii, Morze Północne, wschodnią część Morza Norweskiego i wody przybrzeżne. Sąsiadujący z nim Centralny TDW obejmował terytorium RFN, Holandii, Belgii, Luksemburga, Danii i Morze Bałtyckie

## Wojska

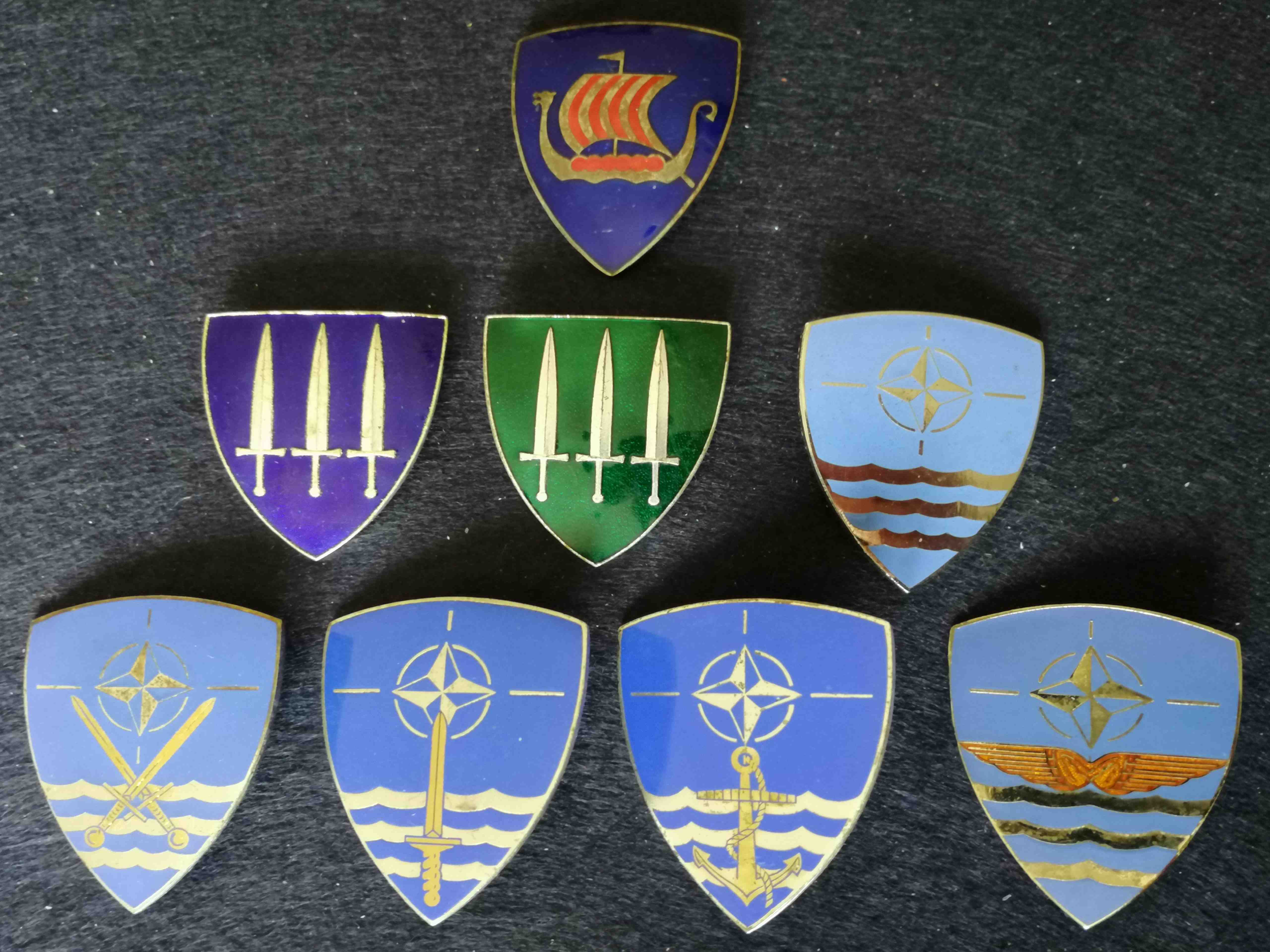
Odznaki dowodzenia NATO AFNORTH

Na czele wojsk Północnoeuropejskiego Teatru Działań Wojennych stało Dowództwo Połączonych Sił Sojuszniczych Europy Północnej (Allied Forces North Europe AFNORD) mające swoją siedzibę w Kolsos w Norwegii.

Wojska przeznaczone do działań na tym teatrze składały się z sił wydzielonych bezpośrednio dowództwu NATO oraz z sił podporządkowanych dowództwom narodowym. Były to niemieckie, duńskie i norweskie wojska lądowe, siły powietrzne i morskie. Ogółem wojska lądowe na Północnoeuropejskim TDW liczyły około 96 tys. żołnierzy, siły morskie około 400 okrętów, a siły powietrzne około 500 samolotów.

Duże znaczenie strategiczne na PłnE TDW miał rejon Szlezwik-Holsztynu. Tam planowane i realizowane były loty lotnictwa strategicznego ZSRR pozorujące ataki na porty i instalacje wojskowe wybrzeża Morza Północnego, Kanału La Manche i Wysp Brytyjskich. Teatr ten był uważany za obszar działań powietrzno-morskich.

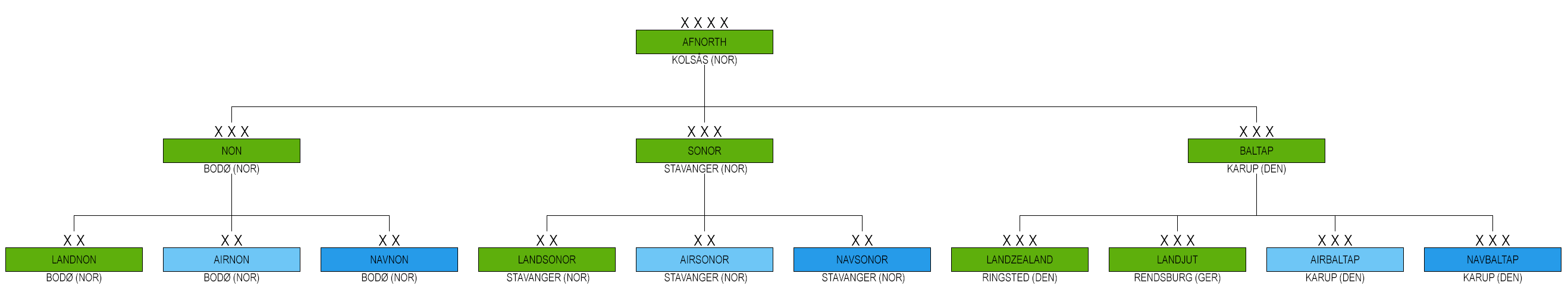
NATO AFNORTH 1989

Organizację obrony PłnE TDW powierzono Norwegii, Danii, RFN i Wielkiej Brytanii oraz Stanom Zjednoczonym i Kanadzie. Na dowódcę AFNORTH wyznaczany był zawsze generał brytyjski, który podlegał bezpośrednio Naczelnemu Dowódcy PSZ NATO w Europie.

Dowódcy PłnE TDW podporządkowano trzy dowództwa regionalne (PSCs):
- Dowództwo Połączonych SZ Norwegii Północnej COMNON w Bodø
- Dowództwo Połączonych SZ Norwegii Południowej COMSONOR w Stavanger
- Dowództwo Połączonych SZ Cieśnin Bałtyckich i Bałtyku Zachodniego COMBALTAP.